# Bersaglieri

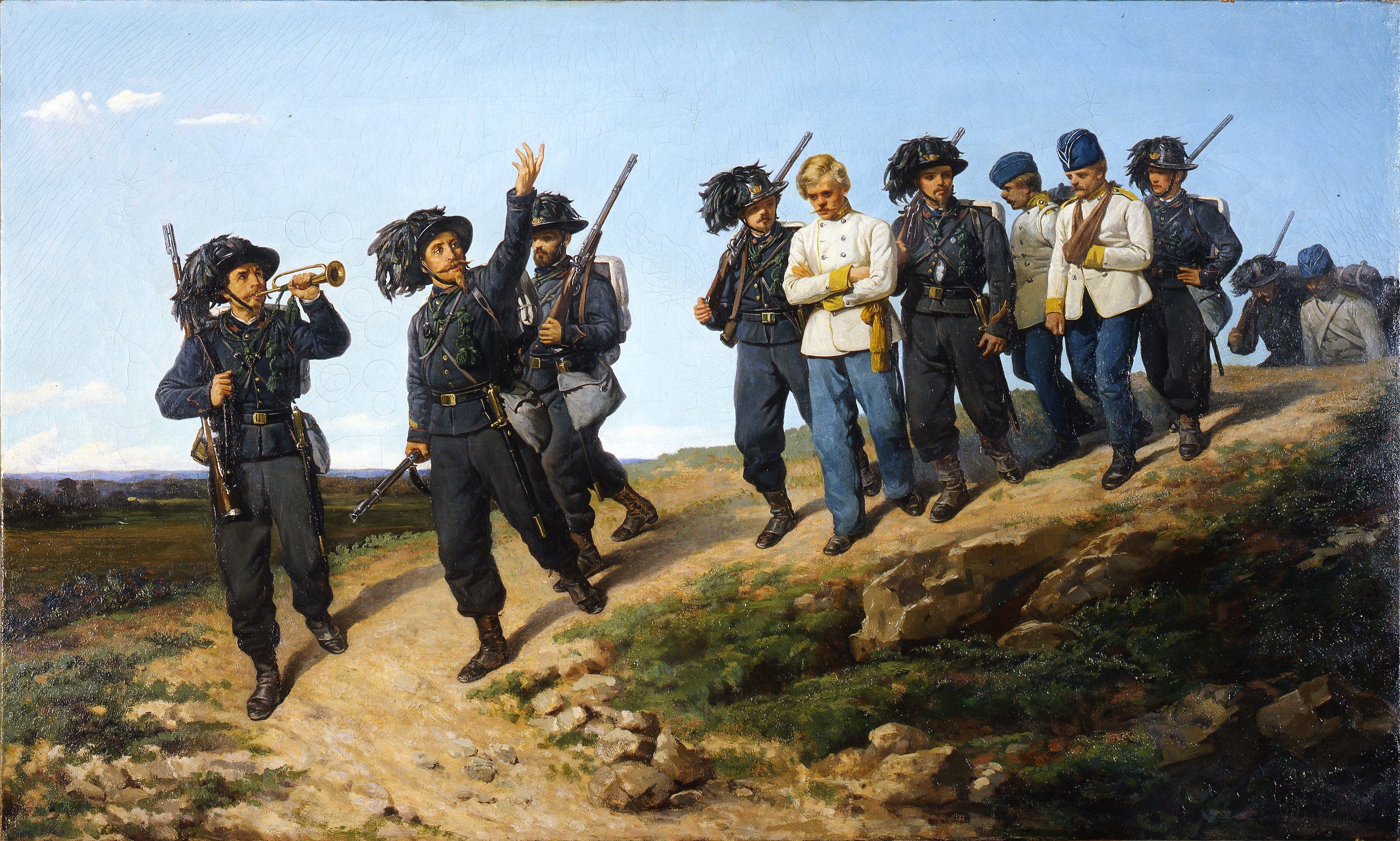
Bersaglieri llevando prisioneros austríacos (1861), de Silvestro Lega, Galleria d'Arte Moderna di Palazzo Pitti, Florencia

Los Bersaglieri son un cuerpo de infantería del Ejército italiano, creado por el general Alessandro La Marmora en 1836 para servir en el Ejército piamontés, el cual se convirtió posteriormente en el Ejército Real Italiano. Una de sus características era que se desplazaban normalmente en bicicleta. Durante la campaña de África usaron motocicletas.
El nombre bersagliere significa "tirador certero". Siempre han sido una unidad de infantería de alta movilidad y pueden ser reconocidos por el sombrero de ala ancha decorado con plumas de urogallo, aunque actualmente sólo se utiliza en el uniforme de gala. Las plumas se siguen usando incluso en los cascos de combate modernos.

## Orígenes e historia

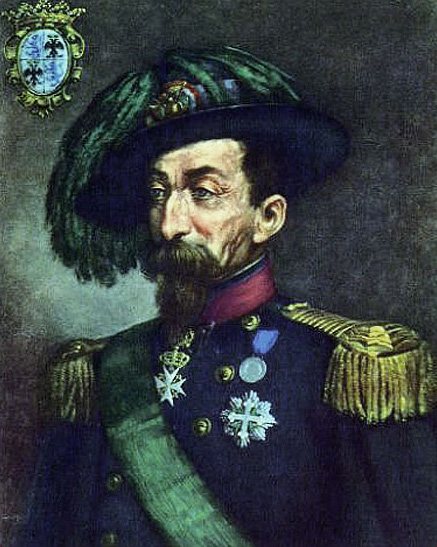
Alessandro La Marmora, fundador de los Bersaglieri en 1836.

El relativamente pobre reino de Cerdeña no podía permitirse una caballería numerosa, por lo que se hizo necesario disponer de un cuerpo de infantería rápida. Estas tropas fueron entrenadas para tener una gran capacidad física y una gran puntería. Al igual que los chasseurs franceses que inspiraron su creación, se fomentó un cierto grado de independencia e iniciativa para que pudieran operar en formaciones abiertas, donde no se requerían el mando y control directos. Disparaban individualmente y llevaban 60 cartuchos en lugar de los normales 40 de la infantería tradicional. El primer uniforme fue negro con sombreros de ala, llamados vaira. Estos estaban pensados para defender la cabeza de los sablazos.
La primera aparición pública de los Bersaglieri fue con ocasión de un desfile militar el 1 de julio de 1836. La primera compañía marchó a través de Turín con el paso rápido y alto (130 pasos por minuto) todavía usado por los Bersaglieri en la Segunda Guerra Mundial y posteriormente. Los Bersaglieri actuales aún corren tanto en los desfiles como en servicio y se les imponen castigos si no lo hacen. El nuevo cuerpo impresionó al rey Carlos Alberto, que inmediatamente los integró como parte del ejército regular piamontés.
Durante el siglo XIX, bajo el mando de Alberto Ferrero La Marmora, los Bersaglieri cumplieron el papel de soldados de escaramuza, sirviendo de pantalla a las lentas formaciones en línea y en columna, pero funcionando como fuerzas de choque si era necesario. Originalmente iban a servir también como tropas alpinas; el escalador Jean Antoine Carrel fue un bersagliere. Cuando se creó el cuerpo de los Alpini en 1872, una fuerte rivalidad creció entre los dos cuerpos de élite.

## Regimientos actuales
- 1.er Rgto. Bersaglieri, Brigada Garibaldi, en Cosenza (Calabria).
- 6.° Rgto. Bersaglieri, Brigada Aosta, en Trapani (Sicilia).
- 7.° Rgto. Bersaglieri, Brigada Pinerolo, en Bari (Apulia)
- 8.° Rgto. Bersaglieri, Brigada Garibaldi, en Caserta (Campania).
- 11.° Rgto. Bersaglieri, Brigada Ariete, en Orcenico Superiore (Friuli-Venecia Julia).